# Copernicia macroglossa
Copernicia macroglossa är en enhjärtbladig växtart som beskrevs av Hermann Wendland och Odoardo Beccari. Copernicia macroglossa ingår i släktet Copernicia och familjen Arecaceae. Inga underarter finns listade i Catalogue of Life.

## Bildgalleri

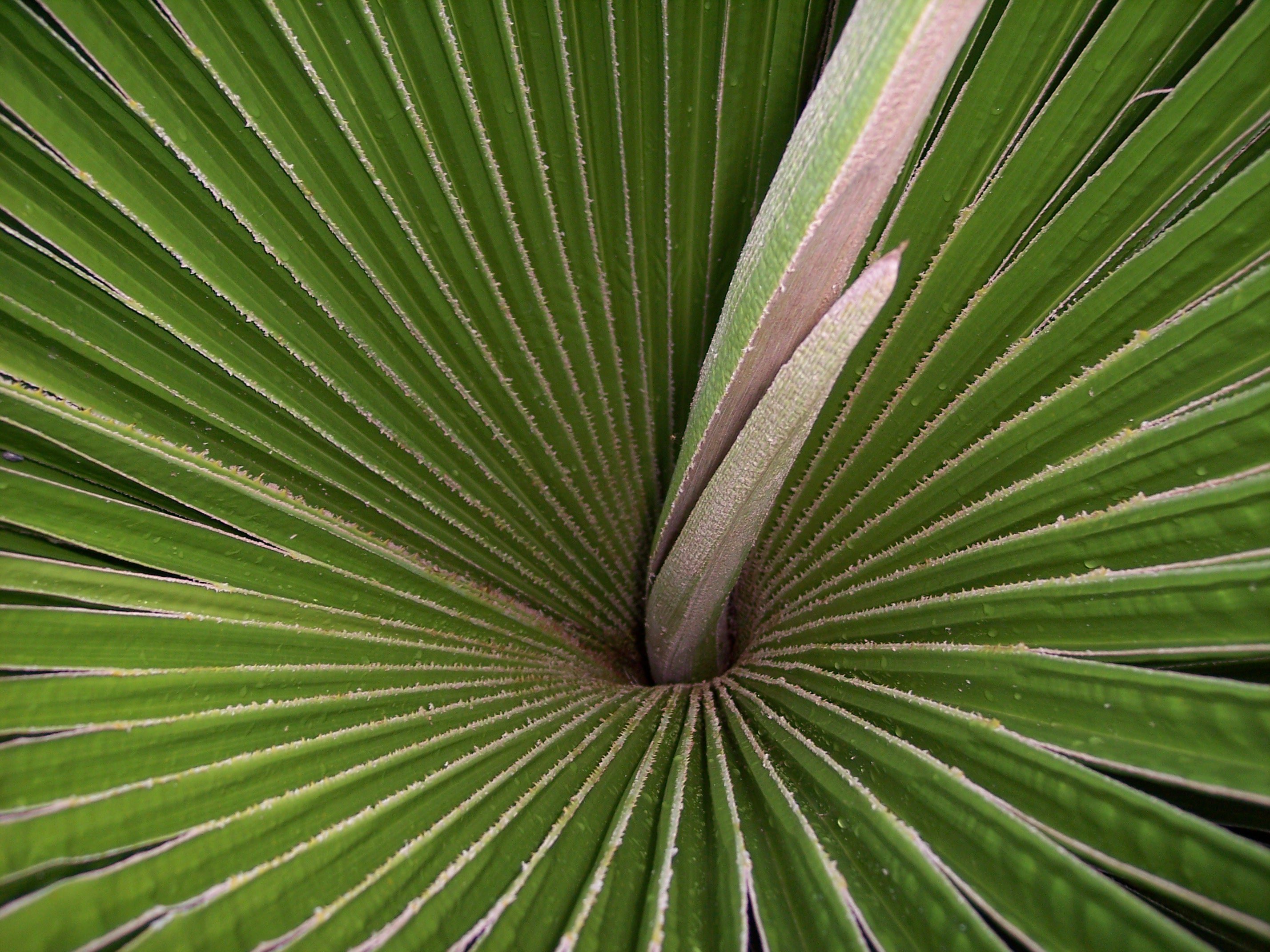
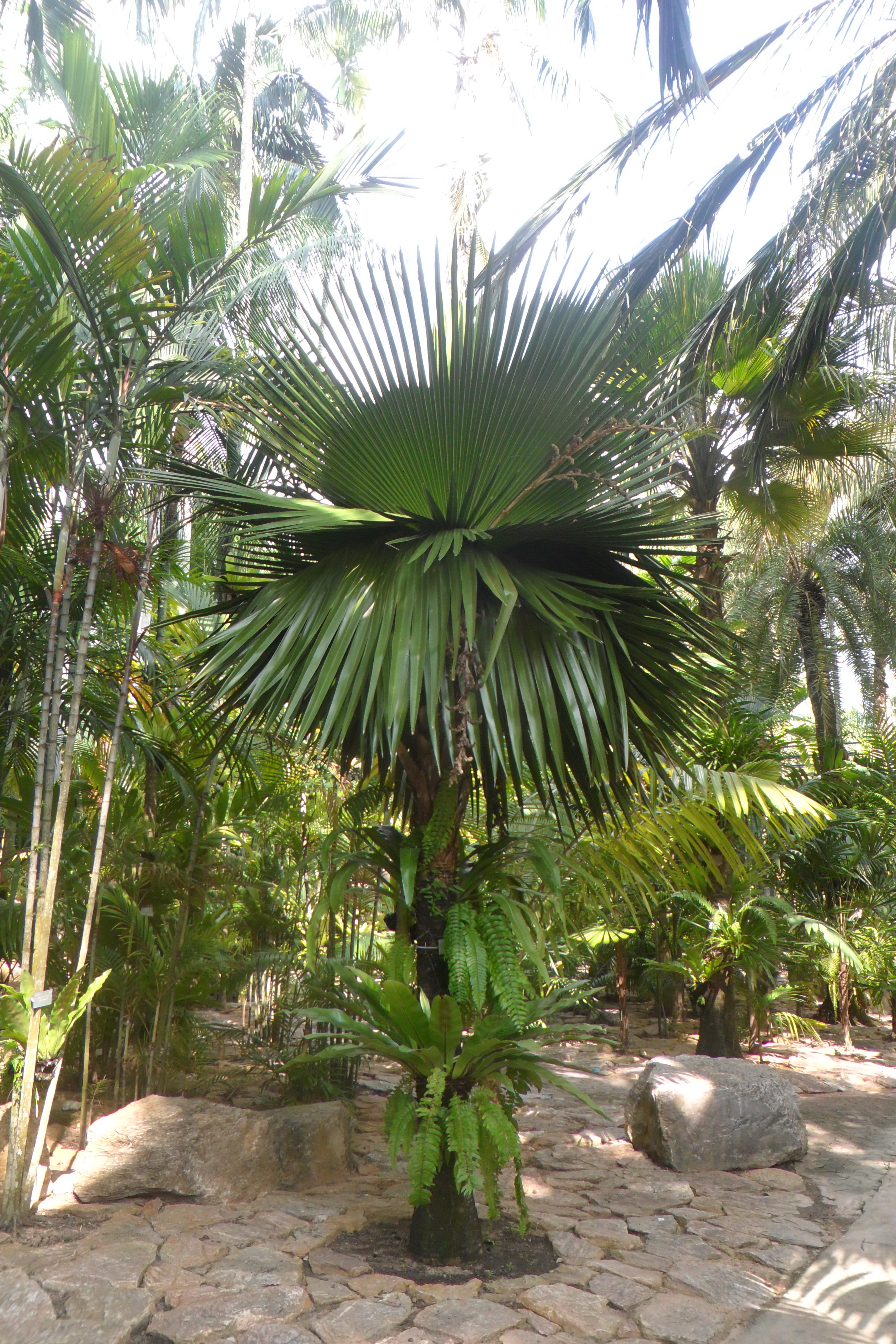
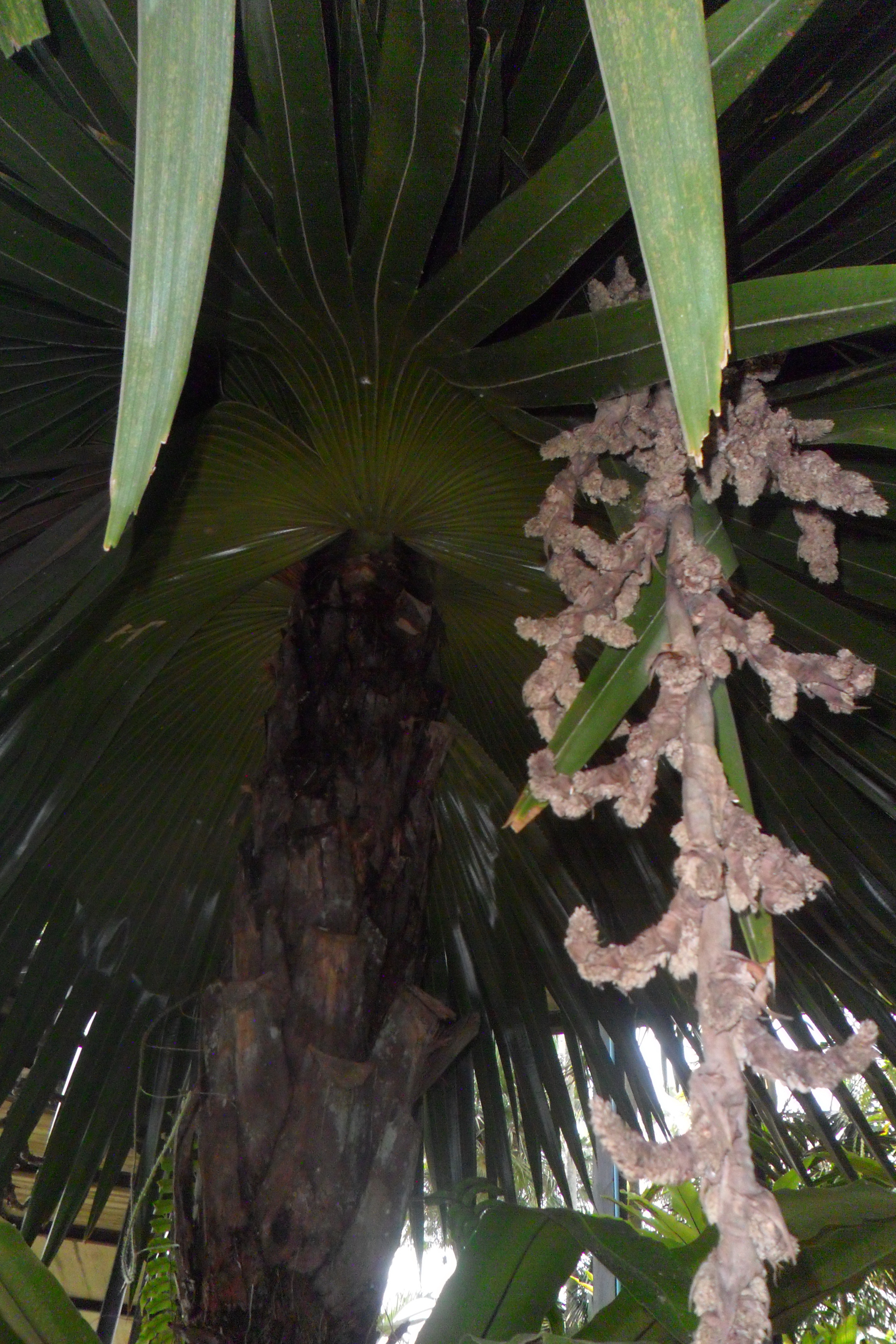